# Tiago Ilori
Tiago Abiola Delfim Almeida Ilori (Hampstead, 1993. február 26. –) angliai születésű portugál labdarúgó, a Paços de Ferreira játékosa kölcsönben a Sporting csapatától.

## Klubkarrier

### Sporting CP
Nigériai származású édesapja Londonban született, míg édesanyja portugál nemzetiségű. A családjával Lisszabonban élt. Itt csatlakozott a Sporting CP ifi akadémiájába, 2006 nyarán, mint csatár. A vezetőedzője nagy tehetségnek tartotta, ezért elküldte egy nagyobb csapathoz, hogy fejlődjön. A 2007–08-as szezonban, amikor 14 éves, volt kölcsönadták a szomszédos GD Estoril Praiának. 2011-ben visszatért Lisszabonba.
2011. november 6-án bekerült az oroszlánok kezdőcsapatába, ahol 90.percet végig is játszhatott. A mérkőzést a lisszaboni csapat nyerte 3–1-re a UD Leiria ellen. December 16-án játszotta első nemzetközi mérkőzését a 2011–2012-es Európa-liga csoportkörében, az SS Lazio csapata ellen vendégként. A mérkőzést a csapata 2–1-re nyerte meg, és így biztosította a csoport első helyét a tabellán.

### Liverpool FC
2013. szeptember 2-án a liverpooli csapat 3+1 éves szerződést kötött vele, a brit sajtó értesülése szerint 8 millió font volt az átigazolási ára. Első mérkőzésén a „vörösök” mezét a FA-kupán vehette magára. A csapat ellenfele az Oldham Athletic AFC volt, amit végig is játszott. Öt nap múlva, a vezetőség kölcsönadta őt a spanyol első osztályban szereplő Granada CF-nek. Február 7-én szerepelt az első mérkőzésén az új csapatánál Andalúziában, ahol 1-0-ra kikaptak az RCD Espanyoltól. Adott egy csodálatos gólpasszt Pitinek, aki ezzel a belőtt góllal megnyerte a mérkőzést a Real Betis ellen.

## Statisztikái
| Szezon         | Klub           | Bajnokság      | Liga     | Liga | Kupa     | Kupa | Ligakupa | Ligakupa | Nemzetközi | Nemzetközi | Teljes   | Teljes |
| Szezon         | Klub           | Bajnokság      | Mérkőzés | Gól  | Mérkőzés | Gól  | Mérkőzés | Gól      | Mérkőzés   | Gól        | Mérkőzés | Gól    |
| -------------- | -------------- | -------------- | -------- | ---- | -------- | ---- | -------- | -------- | ---------- | ---------- | -------- | ------ |
| 2011–12        | Sporting       | Primeira Liga  | 1        | 0    | 0        | 0    | 0        | 0        | 1          | 0          | 2        | 0      |
| 2012–13        | Sporting       | Primeira Liga  | 11       | 1    | 0        | 0    | 0        | 0        | 1          | 0          | 12       | 1      |
| 2013–14        | Liverpool      | Premier League | 0        | 0    | 0        | 0    | 0        | 0        | —          | —          | 0        | 0      |
| 2013–14        | Granada        | La Liga        | 9        | 0    | 0        | 0    | 0        | 0        | —          | —          | 9        | 0      |
| 2014–15        | Liverpool      | Premier League | 0        | 0    | 0        | 0    | 0        | 0        | —          | —          | 0        | 0      |
| Karrier Teljes | Karrier Teljes | Karrier Teljes | 21       | 1    | 0        | 0    | 0        | 0        | 2          | 0          | 23       | 1      |